# Mieruhito - Ghost Visions
Mieruhito - Ghost Visions (みえるひと?, Mieru hito) è un manga di Toshiaki Iwashiro la cui pubblicazione è iniziata nel numero 33 del 2005 della rivista Weekly Shōnen Jump di Shūeisha e si è conclusa nel numero 42 del 2006. Un'edizione italiana è stata distribuita da Star Comics da ottobre 2012 ad aprile 2013.

## Trama
Nel giorno in cui Himeno Okegawa si trasferisce a Tokyo per frequentare il liceo, viene assalita da uno spirito maligno o "demone oscuro", ma viene soccorsa da uno specialista di problemi con i fantasmi, Myojin Togo. In seguito, la ragazza diventa per caso l'inquilina della casa amministrata proprio da Myojin, la Villa Utakata (うたかた荘?, Utakatasō), e viene coinvolta nelle vicende che riguardano i demoni oscuri.

## Personaggi
Okegawa Himeno
All'inizio della storia si trasferisce da sola a Tokyo per frequentare il primo anno della scuola superiore. In seguito a un'esperienza ravvicinata con la morte, assume la capacità di vedere i fantasmi.
Myojin Togo
È una cosiddetta "guida", ovvero, come spiegato nel primo capitolo della serie, una persona in grado di trattare con i fantasmi, che si occupa talvolta di esorcizzarli e mandarli nel nirvana, staccandoli così per sempre dal mondo terreno. Oltre a occuparsi di casi occulti, è l'amministratore di Villa Utakata.
Azumi
Una ragazzina fantasma, morta insieme alla madre in un incidente. Ha un carattere molto vivace, anche se non prende confidenza facilmente con gli estranei. Abita a Villa Utakata.
Eiji
Un ragazzo fantasma, appassionato di baseball. Ha un carattere un po' introverso e a prima vista arrogante, ma solo perché ha bisogno di affetto. Abita a Villa Utakata.

## Terminologia
- Guida (案内屋?, annaiya): una persona esperta di fantasmi, che si occupa di comunicare con loro o talvolta di esorcizzarli.
- Bonjutsu (梵術?): una tecnica di lotta contro i fantasmi, basata sull'uso di caratteri in lingua sanscrita.
- Demoni oscuri (陰魄?, inhaku): anime con un forte risentimento o attaccamento al mondo terreno, che per questo motivo non riescono ad ascendere nel paradiso buddista o nirvana. Tendono a vendicarsi o a divorare le anime dei vivi.
- Anime auree (陽魂?, yōkon): anime di natura buona, che per un motivo o per un altro vogliono restare al confine tra il mondo dei vivi e quello dei morti, senza particolari intenzioni malvagie contro gli umani.